# ستيف فينويك
ستيف فينويك (بالإنجليزية: Steve Fenwick)‏ هو لاعب اتحاد الرغبي بريطاني، ولد في 23 يوليو 1951 في Caerphilly ‏ في المملكة المتحدة.

## وصلات خارجية
- ستيف فينويك عل موقع إسبنسكروم (الإنجليزية)